# Vanikorói császárlégykapó
A vanikorói császárlégykapó (Myiagra vanikorensis) a madarak osztályának verébalakúak (Passeriformes) rendjébe és a császárlégykapó-félék (Monarchidae) családjába  tartozó faj.

## Rendszerezése
A fajt Jean René Constant Quoy és Joseph Paul Gaimard írták le 1830-ban, a Platyrhynchos nembe Platyrhynchos vanikorensis néven.

## Alfajai
- Myiagra vanikorensis vanikorensis - (Quoy & Gaimard, 1830) - Vanikoro sziget (Salamon-szigetek keleti része)
- Myiagra vanikorensis rufsiventris - (Elliot, 1859) - a Fidzsi-szigetek északi, középső és déli része, eredetileg különálló fajként írták le.
- Myiagra vanikorensis kandavensis - (Mayr, 1933) - Beqa, Vatulele and Kadavu szigetek (a Fidzsi-szigetek délnyugati része)
- Myiagra vanikorensis dorsalis - (Mayr, 1933) - a Lau-szigetek északi szigetei és a Moala-szigetek (a Fidzsi-szigetek keleti része)
- Myiagra vanikorensis townsendi - (Wetmore, 1919) - a Lau-szigetek déli része (a Fidzsi-szigetek délkeleti része), eredetileg különálló fajként írták le. [2]

## Előfordulása
A Fidzsi-szigetek és a Salamon-szigetek területén honos. Természetes élőhelyei szubtrópusi és trópusi síkvidéki esőerdők, valamint szántóföldek és városias régiók. Állandó, nem vonuló faj.

## Megjelenése
Testhossza 13 centiméter, testsúlya 13–13,5 gramm. A hím feje, torka, háta, szárnya és farka fekete, mellkasa narancssárga színű, fara fehér. A tojó feje, háta, szárny és farka szürkés. Torka fehér, mellkasa és fara narancssárga.
|  |

## Életmódja
Tápláléka rovarokból áll. De eszik gyíkot és gyümölcsöt is. Egyedül, párban vagy kis csoportokban tekinthető meg.

## Szaporodása
Szaporodási ideje szeptembertől februárig tart. Fészke csésze alakú, melyet növényi rostokból készít és fűszárral, gyökérrel díszíti és állati szőrrel béleli. Fészekalja 1-2 tojásból áll, melyet mindkét nem költ.

## Természetvédelmi helyzete
Az elterjedési területe nem nagy, egyedszáma viszont stabil. A Természetvédelmi Világszövetség Vörös listáján nem fenyegetett fajként szerepel.